# 라 스카피글리아타
라 스카피글리아타(이탈리아어: La Scapigliata), 흐트러진 머리의 여인, 헝클어진 머리의 여인은 이탈리아 성기 르네상스 예술가 레오나르도 다 빈치의 작품으로 일반적으로 귀속되며,  1506–1508c.년경으로 추정되는 미완성 회화이다. 작은 백합나무 패널화에 유화, 엄버, 백연 (화합물) 안료로 그려졌으며, 그 귀속은 여전히 논란의 여지가 있어 여러 전문가들은 이 작품을 레오나르도의 제자의 작품으로 보고 있다. 이 그림은 매혹적인 아름다움, 신비로운 분위기, 그리고 스푸마토의 대가로서의 면모로 찬사를 받았다.
이 그림의 주제, 제작 연대, 역사 또는 목적에 대해서는 실질적인 합의가 없다. 그림은 아래를 응시하는 정체불명의 여인을 보여주는데, 그녀의 머리카락이 그녀 뒤의 프레임을 가득 채우고 있다. 주제에 관해서는 여러 이론이 제안되었다. 즉, 미완성된 안나 (마리아의 어머니) 그림을 위한 스케치이거나, 런던 버전의 암굴의 성모 또는 레오나르도의 잃어버린 그림인 레다와 백조를 위한 습작이거나, 또는 미적 가치를 위해 의도적으로 미완성으로 남겨진 그림이라는 것이다.
이 그림은 1826년 가에타노 칼라니의 소장품이 현재 소장되어 있는 파르마 국립 미술관에 판매될 때 기록되었지만, 그 존재의 증거는 이사벨라 데스테가 소유했을 가능성이 있는 1531년으로 거슬러 올라갈 수 있다. 레오나르도의 작품에 대한 많은 연구는 이 문제에 대해 침묵하고 있지만, 이 그림을 논의하는 대부분의 학자들은 이 그림을 레오나르도 다 빈치의 자필 작품으로 간주하며, 다양한 주요 레오나르도 전시회에서 그렇게 목록화되었다.

## 이름
이 그림에는 공식적인 이름이 없지만, 주제의 흐트러지고 물결치는 머리카락을 가리키는 별명인 La Scapigliata (이탈리아어 for '흐트러진 머리의 여인')로 가장 잘 알려져 있다. 이 그림은 La Scapigliata와 함께 여성의 머리, 젊은 여성의 머리, 젊은 소녀의 머리, 여성의 머리와 어깨, 젊은 여성의 초상, 여성의 머리 등 다양한 다른 이름으로도 알려져 있다.

## 설명

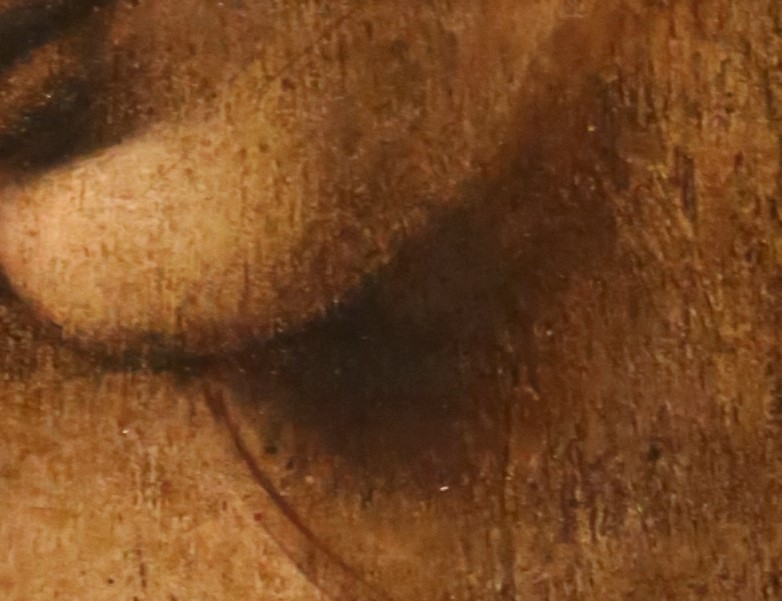
라 스카피글리아타의 스푸마토 세부

이 작품을 만든 실제 의도는 알려져 있지 않으며, 스케치, 드로잉 또는 그림 등 다양하게 불려왔다. 물감을 사용했기 때문에 그림으로 올바르게 설명되지만, 학자들은 여전히 스케치 및 드로잉과 같은 특성을 논의하며, 종종 동방 박사의 경배 및 광야의 성 히에로니무스와 같은 레오나르도의 초기 작품은 물론, 성 안나와 성 요한과 함께 있는 성모자와 같은 후기 작품과 연결 짓는다. 미술사학자 카르멘 밤바흐는 이 작품을 "붓 드로잉" 또는 "채색된 스케치"로 설명해야 한다고 제안한다.
이 그림은 작은 24.6 cm × 21.0 cm (9.7 in × 8.3 in) 백합나무 패널화에 유화, 엄버, 백연 (화합물) 안료로 그려졌다. 이 그림은 얼굴은 부드럽게 아래를 응시하고, 느슨하게 그려진 흐트러진 머리카락은 그녀 뒤 공중에서 물결치는 젊은 여성의 미완성 윤곽을 묘사한다. 여성의 눈은 반쯤 감겨 외부 세계와 관람자를 완전히 무시하며, 입은 모나리자를 연상시키는 모호한 미소로 살짝 모양을 이루고 있다. 그림의 대부분을 차지하는 얼굴 외에는 그림의 나머지 부분은 초벌칠만 되어 있고 채색되지 않은 배경으로 거의 스케치되어 있지 않다. 얼굴과 그림의 나머지 부분의 차이는 스푸마토의 숙달로 효과적으로 혼합된다. 미술사학자 알렉산더 나겔은 스푸마토가 그림자에서 모든 선이나 자국을 숨기게 하고, 턱의 왼쪽과 같이 그림자 주위의 세심한 조명으로 그림자가 부드러워지는 방식을 지적한다. 미완성 부분과 완성 부분의 이러한 대비의 매력은 그림이 미완성이 아니라 의도적으로 스케치 상태로 남겨졌다는 추측을 불러일으켰다.
이 그림의 주제는 알려져 있지 않으며, 현대 학자들이 이에 대해 합의에 도달할 만큼 설득력 있는 이론은 아직 없다. 한 이론은 이 작품이 레오나르도의 잃어버린 그림인 레다와 백조를 위한 습작이라는 것인데, 이 그림의 기존 사본들이 라 스카피글리아타의 여인보다 더 정교한 머리카락을 가진 레다를 보여주기 때문에 이 이론은 신뢰할 수 없다. 이 그림은 또한 완성되지 않은 안나 (마리아의 어머니) 그림을 위한 스케치이거나, 런던 버전의 암굴의 성모를 위한 습작이라는 주장도 있다. 파르마 국립 미술관의 학자들에 따르면, 이 그림의 주제는 익명의 여성의 초상화일 수 있다.

## 귀속

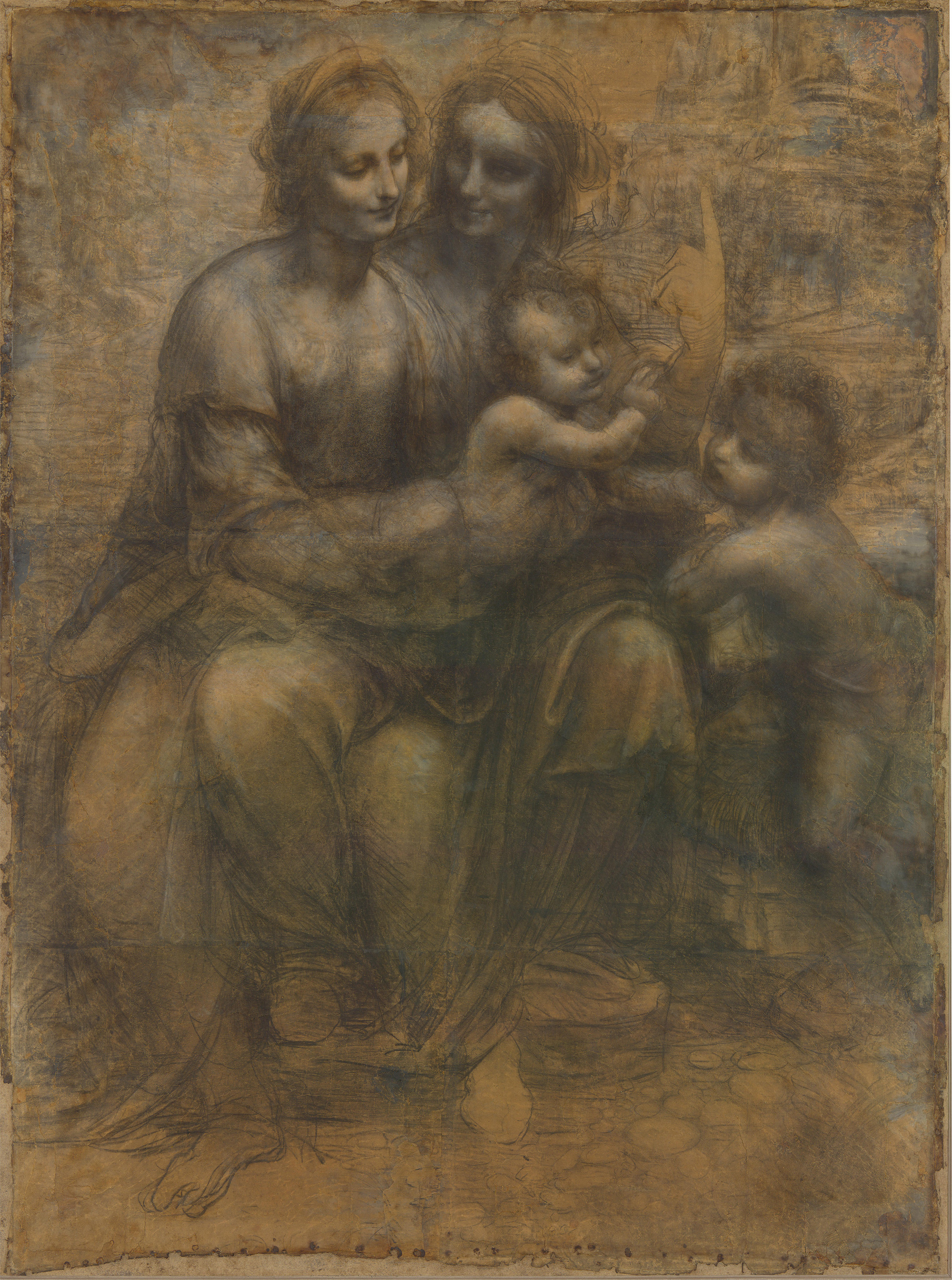
라 스카피글리아타는 레오나르도의 카르툰 성 안나와 성 요한과 함께 있는 성모자와 거의 같은 시기에 제작된 것으로 추정된다.

라 스카피글리아타는 일반적으로 현대 학자들에 의해 레오나르도 다 빈치의 작품으로 동의된다. 이 귀속은 그의 지네브라 데 벤치, 음악가의 초상, 흰 족제비를 안은 여인, 세례자 요한과 같은 다른 논쟁적인 레오나르도 그림만큼 널리 받아들여지지는 않으며, 일부 미술사학자들은 이를 무시하고 많은 이들이 이에 대해 언급조차 자제한다. 미술사학자 마틴 켐프와 프랑크 죄르너는 이 작품을 레오나르도 그림 목록에서 제외하는 반면, 루크 시슨은 이 작품이 레오나르도의 많은 제자들 중 한 명의 작품이라고 제안한다.
이 그림의 귀속에 대한 의구심은 최근의 것이 아니다. 1896년 파르마 국립 미술관의 관장이었던 코라도 리치는 이 그림이 이전 소유자였던 가에타노 칼라니에 의해 위조되었다고 주장했으며, 이로 인해 "레오나르도 학파의 작품"으로 재귀속되었다. 1924년 이 주장은 미술사학자 아돌포 벤투리에 의해 이의가 제기되었고, 그는 이 작품이 레오나르도의 작품이라고 주장하며, 이 작품을 곤차가가와 연결하려는 증거를 밝혔다. 레오나르도에게 귀속은 레오나르도의 잘 알려진 후원자였던 이사벨라 데스테와 이 그림을 연결시킨 카를로 페드레티에 의해 더욱 지지되었다. 이후 대부분의 학자들은 이 작품을 레오나르도의 자필 작품으로 받아들였지만, 미술사학자 자크 프랑크와 같은 현대 비평가들은 계속해서 그 진위를 의심하고 있다. 프랑크는 이 주제의 불규칙한 비율과 이상하게 생긴 두개골에 근거하여 이 그림이 레오나르도의 제자 조반니 볼트라피오의 작품일 수 있다고 제안했다. 그는 라 스카피글리아타와 볼트라피오의 작품인 성모자와 아기 예수의 머리 사이의 유사성을 인용했다. 레오나르도의 또 다른 제자였던 베르나르디노 루이니 또한 여성 얼굴 묘사에 대한 증거를 바탕으로 화가로 제안되었다.
루브르 박물관 (2003년), 밀라노 (2014-2015년), 뉴욕 (2016년), 파리 (2016년), 나폴리 (2018년), 그리고 루브르 박물관 (2019-2020년)에서 열린 주요 전시회들은 모두 이 그림을 레오나르도의 작품으로 전시했다.

## 연대
이 그림은 보통 레오나르도의 다른 작품, 즉 성 안나와 성 요한과 함께 있는 성모자 및 런던 암굴의 성모와의 양식적 유사성에 따라  1506–1508c.년으로 추정된다. 2016년 밤바흐는 레오나르도가 이 시기에 아고스티노 베스푸치로부터 의뢰를 받았다고 믿기 때문에 이 그림을  1500–1505c.년으로 추정했다.

## 역사
이 그림에 대한 의뢰 기록은 남아 있지 않지만, 그 친밀성은 개인 후원자를 위한 것이었음을 시사한다. 밤바흐는 레오나르도를 언급하고 유명한 고대 그리스 화가 아펠레스의 미완성 베누스 흉상의 매력과 아름다움을 묘사하는 피렌체 관리 아고스티노 베스푸치의 메모를 인용한다. 그녀는 라 스카피글리아타가 베스푸치가 레오나르도에게 같은 방식으로 작품을 제작하도록 의뢰한 결과일 수 있다고 믿는다.

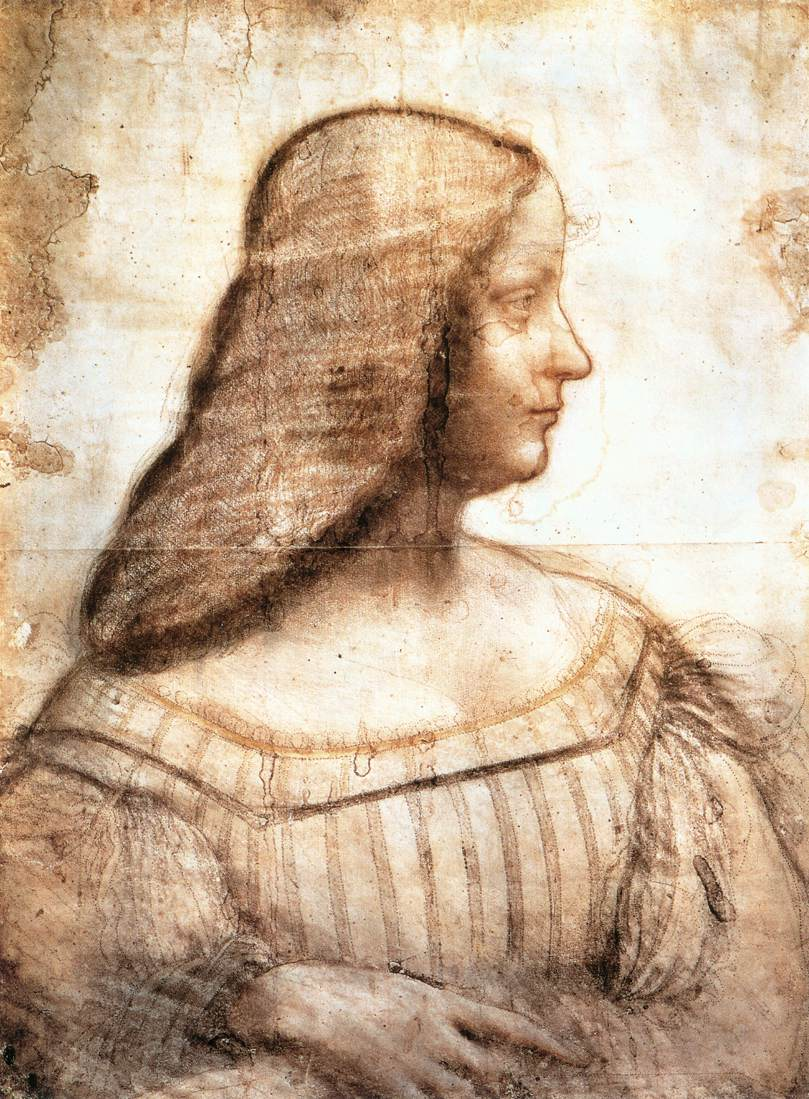
레오나르도 다 빈치의 이사벨라 데스테 초상화 (1499–1500)는 라 스카피글리아타의 제안된 후원자였던 만토바 후작 부인을 묘사한다.

더 널리 받아들여지는 이론은 이 작품이 레오나르도의 잘 알려진 후원자이자 만토바의 곤차가 가문의 일원이었던 이사벨라 데스테에 의해 의뢰되었다는 것이다. 그녀는 이탈리아 르네상스의 주요 여성 중 한 명으로, 주요 문화 및 정치 인물이었으며, 1501년 개인 스튜디오를 위해 레오나르도에게 마돈나 그림을 요청했다. 이사벨라 데스테는 아마도 이 그림을 아들 페데리코 2세 곤차가에게 마가렛 팔레올로가와의 결혼 기념으로 주었을 것이다. 이는 1531년 만토바 곤차가 가문의 비서 이폴리토 칼란드라의 편지로 입증되는데, 그는 페데리코 2세와 마가렛 팔레올로가의 침실에 (라 스카피글리아타와 매우 유사한 특징을 가진) 그림을 걸 것을 제안한다. 1531년 공작 궁전의 곤차가 가문 미술품 목록에도 라 스카피글리아타일 수 있는 그림이 기록되어 있다. 1627년의 또 다른 목록은 라 스카피글리아타를 언급할 가능성이 높으며, 이 기록이 "흐트러진 머리의 여인의 머리를 묘사한 그림... 레오나르도 다 빈치의 작품"이라고 묘사하고 있기 때문에 이 그림의 별명의 유래일 가능성이 높다. 이 기록은 1626-1627년 곤차가 컬렉션의 대규모 그림 판매에서 찰스 1세에게 팔리지 않았음을 의미한다. 1630년 7월 페르디난트 2세의 지불을 받은 36,000명의 란츠크네히트 용병으로 구성된 제국군이 만토바를 약탈했을 때 이 그림이 곤차가 컬렉션에서 도난당했을 가능성도 있다.
이 그림의 다음 (그리고 첫 번째 확실한) 기록은 1826년 프란체스코 칼라니가 그의 아버지인 파르마 화가 가에타노 칼라니의 소장품을 파르마 미술 아카데미의 미술관에 판매하려고 제안했을 때이다. 미술관 관장인 파올로 토스키에게 보낸 컬렉션 작품 목록에서 라 스카피글리아타는 "키아로스쿠로로 그려진 마돈나의 머리"로 기재되어 있다. 이 판매는 그림이 어느 시점, 아마도 1773-1778년 밀라노에 머물던 동안에 가에타노 칼라니의 컬렉션에 들어갔음을 의미하지만, 밀라노에 있었다는 것 외에는 그 기록 이전의 그림의 행방에 대한 정보는 없다. 판매는 1839년에 이루어졌지만, 라 스카피글리아타로 식별된 그림은 파르마의 팔라티노 미술관(현재 파르마 국립 미술관)에 들어갔고, 그곳에서 "레오나르도 다 빈치의 머리"로 기재되었으며, 토스키는 이를 "오늘날 찾아보기 매우 드문 작품"이라고 묘사했다. 이후 파르마 국립 미술관에 소장되어 있다.

## 해석
"레오나르도는 단순히 여성의 아름다움의 상징을 창조한 것이 아니라 그 이상을 창조했다. 독특한 종류의 실험주의로 그는 현실의 신성한 복잡성을 요약할 수 있었다."
이 작품의 의도된 목적과 의미에 대해 많은 이론이 제안되었는데, 파르마 국립 미술관은 이 작품의 '그림-드로잉'적인 모호성 때문이라고 주장한다. 메트로폴리탄 미술관의 학자들은 주제의 조각적이고 섬세한 얼굴과 단편적인 머리카락, 어깨, 목 사이의 대비가 강렬함과 자유 사이의 유사한 대비를 불러일으킨다고 지적한다. 파르마 국립 미술관의 학자들은 이러한 대비를 강력하면서도 우아한 여성성의 페미니스트적 표현으로 해석했다.
이 작품은 레오나르도적 스푸마토의 정점으로 인정받았다. 나겔은 숙달된 그림자와 빛에 대한 세심한 디테일에 주목한다. 나겔은 라 스카피글리아타를 레오나르도의 스승인 안드레아 델 베로키오의 두상 연구와 비교하며, 음영에 대한 유사한 접근 방식과 주의를 지적하고, 베로키오의 여성 두상 연구와 레오나르도의 라 스카피글리아타 모두 패널의 가장자리가 존재한다는 것을 '아는' 것처럼 보인다고 말한다. 그는 다음과 같이 결론짓는다.
"레오나르도의 작품에서 그림자는 완전히 새로운 역할을 맡을 정도로 연구된다. 그림자는 더 이상 형태에 '속하지' 않고, 모든 가시성을 지배하는 법칙의 지배를 받는 더 일반적인 시각 현상의 변형으로 다루어진다. 그림자는 '그림자의 시작과 끝', 즉 빛에서 절대적인 어둠까지 연속적인 범위 내에서 점진적인 변조로 작용한다. 오른쪽 뺨('형태 바깥')의 그림자는 턱 아래, 뺨 위, 또는 눈 주위의 그림자와 동일한 시스템에 속하며, 다른 조건에서는 얼굴 전체를 삼키기 위해 합쳐질 수도 있다."

레오나르도가 가이우스 플리니우스 세쿤두스의 박물지에 얼마나 접근할 수 있었는지는 불확실하지만, 2016년 밤바흐는 라 스카피글리아타가 거기에서 나온 일화에서 영감을 받았을 수 있다고 추측한다. 플리니우스는 유명한 고대 그리스 화가 아펠레스의 미완성 코스의 비너스 그림을 언급하며, 이 그림이 미완성임에도 불구하고 존경받았다고 말한다. 밤바흐는 레오나르도와 이 이야기를 모두 언급하는 아고스티노 베스푸치의 메모를 인용하며, 레오나르도가 아펠레스와 같은 결과를 얻기 위해 영감을 받았다고 주장한다.

### 내용주
1. ↑  레오나르도에게 귀속되는 모든 그림 중에서 라 스카피글리아타는 가장 작은 그림이다.[12]

### 인용
1. ↑  Reynolds 1962, 703쪽.
2. 1 2 3 4 5 6  Galleria Nazionale di Parma – Old Website.
3. 1 2 3  Palmer 2018, 70쪽.
4. 1 2  Bambach 2003, 97쪽.
5. ↑  Marani 2003, 145쪽.
6. 1 2 3 4 5 6 7 8  Baum et al 2016, 297쪽.
7. ↑  Pedretti 2006, 70쪽.
8. ↑  Fried 2010, 74쪽.
9. 1 2 3 4 5 6 7 8  Marino 2018.
10. 1 2 3 4 5 6 7 8  Galleria Nazionale di Parma – New Website.
11. 1 2 3  Vezzosi 2019, 275쪽.
12. 1 2  Marani 2019, 338–340쪽.
13. ↑  Metropolitan Museum of Art.
14. 1 2 3 4  Nagel 1993, 11쪽.
15. 1 2 3 4 5  Marani 2003, 340쪽.
16. ↑  Boussel 1989, 87쪽.
17. ↑  Zöllner 2019, 212–251쪽.
18. ↑  Syson et al 2011, 198쪽.
19. 1 2  Manca 2020.
20. 1 2 3 4 5  La fortuna della Scapiliata di Leonardo da Vinci.
21. ↑  Marani 2003, 145, 340쪽.
22. ↑  Vezzosi 2019, 58쪽.
23. 1 2  Fried 2010, 70쪽.
24. 1 2  Baum et al 2016, 37쪽.
25. ↑  La fortuna della Scapigliata di Leonardo da Vinci.
26. ↑  Marani 2019, 423쪽.

## 더 읽어보기
- Ottino della Chiesa, Angela (1967). 《The Complete Paintings of Leonardo da Vinci》. Penguin Classics of World Art. London: 펭귄 북스. ISBN 978-0-14-008649-2.
- Vezzosi, Alessandro (1997). 《레오나르도 다 빈치: 르네상스인》. 새로운 지평. 번역 Bonfante-Warren, Alexandra 영어 번역판. London: 템스 앤 허드슨. ISBN 978-0-500-30081-7.